# Errina aspera
Errina aspera is een hydroïdpoliep uit de familie Stylasteridae. De wetenschappelijke naam werd in 1767 gepubliceerd door Linnaeus. 